# Omloop van het Houtland 1996
L'Omloop van het Houtland 1996, cinquantaduesima edizione della corsa, si svolse il 26 settembre 1996 su un percorso con partenza e arrivo a Lichtervelde. Fu vinto dal belga Johan Capiot della Collstrop-Lystex davanti al suo connazionale Robbie Vandaele e al britannico Roger Hammond.

## Ordine d'arrivo (Top 10)
| Pos. | Corridore        | Squadra                | Tempo    |
| ---- | ---------------- | ---------------------- | -------- |
| 1    | Johan Capiot     | Collstrop-Lystex       | 3h50'00" |
| 2    | Robbie Vandaele  | Palmans-Boghemans      |          |
| 3    | Roger Hammond    | Collstrop-Lystex       |          |
| 4    | Peter Spaenhoven | Palmans-Boghemans      |          |
| 5    | Dennis Moons     |                        |          |
| 6    | Wim Omloop       | Collstrop-Lystex       |          |
| 7    | Johnny Dauwe     | RDM-New Systems        |          |
| 8    | Jakob Piil Storm |                        |          |
| 9    | Chris Peers      | Collstrop-Lystex       |          |
| 10   | Wim Feys         | Vlaanderen 2002-Merckx |          |